# Quinto potere
Quinto potere (Network) è un film del 1976 diretto da Sidney Lumet e interpretato da Peter Finch, Faye Dunaway e William Holden.
Graffiante satira del mondo televisivo statunitense degli anni settanta, alla sua uscita ottenne un grande successo di pubblico e critica e ricevette dieci candidature agli Oscar vincendone quattro, tra cui quello per il miglior attore protagonista assegnato postumo a Peter Finch, morto pochi mesi prima della cerimonia di premiazione.
Anche se lo sceneggiatore Paddy Chayefsky ha affermato che il film non voleva rappresentare tanto una critica nei confronti della televisione quanto un'espressione della sua rabbia «contro la disumanizzazione delle persone», col passare degli anni gli è stata riconosciuta la capacità di anticipare alcuni aspetti della società e cultura americane contemporanee, dalla commistione tra informazione e intrattenimento alla proliferazione di reality show e all'influenza dominante delle grandi corporation.
Nel 2000 è stato scelto per la conservazione nel National Film Registry della Biblioteca del Congresso degli Stati Uniti in quanto giudicato "di rilevante significato estetico, culturale e storico". Nel 2002 è stato introdotto nella Hall of Fame della Producers Guild of America e nel 2018 in quella della Online Film & Television Association.

## Trama
(Howard Beale)
L'anchorman Howard Beale, volto storico dell'emittente televisiva UBS entrato in crisi dopo la morte della moglie, apprende dall'amico e presidente della divisione notizie Max Schumacher che la dirigenza ha in mente di sostituirlo a causa del calo di ascolti. Il giorno dopo Beale annuncia in diretta che la settimana successiva si ucciderà durante il notiziario della sera, gettando nel panico i vertici dell'emittente televisiva. Licenziato all'istante, ottiene di poter chiudere la carriera dignitosamente e smentire il suo annuncio, ma una volta in diretta si lancia in nuovi sproloqui. L'incidente fa aumentare di colpo gli ascolti della rete, tanto che la giovane e cinica responsabile dei programmi Diana Christensen decide di sfruttare la situazione. Con l'appoggio dell'amministratore delegato Frank Hackett dà vita a un rivoluzionario giornale-spettacolo e Beale diventa il seguitissimo "pazzo profeta dell'etere". L'unico che non approva il massacro intellettuale dell'amico è Schumacher, che per questo perde il posto e nel contempo lascia la moglie per diventare l'amante di Diana.
Inizialmente le invettive di Beale entusiasmano il pubblico e sono accettate dai vertici dell'azienda che vedono aumentare il ritorno economico, ma quando iniziano a coinvolgere la UBS il presidente Arthur Jensen lo induce a propagandare la sottomissione al sistema. Dopo i toni apocalittici assunti dal programma e l'entusiasmo della dirigenza che aveva visto le sue sorti risollevate grazie agli alti indici d'ascolto, il programma subisce un lento declino. Ma lo stesso Jensen non è intenzionato a recedere dalla linea: Howard continuerà il suo show anche se gli ascolti continueranno a calare. Preoccupati per il loro futuro, Diana, Frank e gli altri dirigenti decidono che l'unica possibilità per salvare la UBS è la morte di Howard. Diana incarica dell'omicidio l'Esercito di Liberazione Ecumenico, con il quale aveva già stretto contatti per un violento docu-reality. Durante lo show, due killer sparano a Howard uccidendolo. La telecamera indugia sul corpo senza vita al centro dello studio mentre la voce fuori campo recita il commento finale: «Questa è la storia di Howard Beale, il primo caso conosciuto di un uomo che fu ucciso perché aveva un basso indice di ascolto».

## Produzione

### Sceneggiatura
(Paddy Chayefsky)
Il film uscì solo due anni dopo il suicidio della giornalista televisiva Christine Chubbuck, uccisasi appunto con un colpo di pistola alla testa durante la sua conduzione del talk show Suncoast Digest (programma in onda presso l'emittente WXLT-TV a Sarasota, in Florida) il 15 luglio 1974; la stessa Chubbuck, da diverso tempo sofferente d'una forma grave di depressione, prima di togliersi la vita davanti alla telecamera fece una brevissima dichiarazione, indirizzata all'apparenza a stigmatizzare una certa indole sensazionalistica dei media («In linea con la recente politica di Channel 40, "sangue e budella", state per vedere a colori un altro tentativo di suicidio.»), cosa che a conti fatti pare abbia portato a ritenere quella lugubre scena la molla da cui scattò il soggetto alla base della pellicola. Tuttavia, nel suo saggio del 2014 Mad as Hell, l'autore Dave Itzkoff contesta il fatto che Paddy Chayefsky si fosse ispirato a quel tragico evento, dato che aveva iniziato a scrivere la sceneggiatura già diversi mesi prima della morte in diretta della Chubbuck e che perciò avesse già programmato che il protagonista Howard Beale annunciasse di uccidersi durante il notiziario serale.
Già vincitore di due Oscar per Marty, vita di un timido (1955) e Anche i dottori ce l'hanno (1971), Chayefsky si era fatto conoscere come autore televisivo sin dagli anni cinquanta e in quei turbolenti anni settanta stava ormai maturando da un bel po' di tempo l'idea di creare una storia cupamente satirica sui profondi cambiamenti avvenuti nella televisione e sui suoi effetti sulla società americana. «È tutta una follia, la gente adesso è "istantanea"», dichiarò in seguito, «a causa della TV abbiamo sviluppato un intervallo di concentrazione di dieci minuti». Lo sceneggiatore intendeva criticare soprattutto ciò che riteneva l'instaurarsi d'una piccola élite aziendale avente il completo controllo culturale, politico e sociale del mezzo televisivo e che, proprio in virtù di ciò, in grado dunque di «creare o distruggere presidenti, papi e primi ministri». In alcune sue note di produzione, conservate oggi nella Library for the Performing Arts di New York, riporta di come volesse affrontare gli effetti negativi del Watergate e della guerra del Vietnam in tutta la programmazione delle reti televisive, descrivendovi la televisione come «un gigante indistruttibile e terrificante che è più forte del governo».
Mentre sviluppava la sceneggiatura si rese però conto che il tono, da drammatico, stava diventando sempre più assurdo e comicamente grottesco, ed iniziò dunque a chiedersi se avrebbe poi funzionato al momento della messa in scena. Ad aiutarlo fu il suo vecchio amico Sidney Lumet, anch'egli profondo conoscitore del mondo televisivo avendovi mosso i primi passi della propria carriera. Il regista si mostrò molto entusiasta di far parte del progetto e accettò di dirigere il film senza cambiare una sola parola della sceneggiatura.
Nell'aprile del 1974, il produttore Howard Gottfried ne inviò una bozza alla United Artists, nonostante la major fosse recentemente uscita da una causa intentata proprio da lui e Chayefsky relativa a Anche i dottori ce l'hanno, diretto da Arthur Hiller e co-prodotto dai due tre anni prima. Il presidente dello studio Arthur Krim da principio parve non voler prendersene in consegna la produzione, ritenendovi l'argomento trattato fin troppo controverso, spingendo perciò Gottfried a proporre il progetto alla MGM l'anno successivo. Una volta che l'MGM accettò di produrlo, la UA tornò sui suoi passi e acconsentí a co-produrre il film.

### Cast
Il primo ruolo a essere assegnato fu quello di Diana Christensen. Paddy Chayefsky vi contemplò attrici quali Candice Bergen, Ellen Burstyn e Natalie Wood, mentre lo studio suggerì Jane Fonda oppure, in alternativa, attrici come Jill Clayburgh, Diane Keaton, Marsha Mason o Kay Lenz. Sidney Lumet invece avrebbe voluto Vanessa Redgrave ma Chayefsky, ebreo e sionista convinto, obiettò sulla base del sostegno dell'attrice all'OLP. All'osservazione mossa da Lumet, ebreo pure lui, che ciò fosse un "atto da lista nera", lo sceneggiatore gli rispose: «Non quando un ebreo lo fa a un gentile!»

Sidney Lumet avrebbe voluto affidare il ruolo di Diana a Vanessa Redgrave, che considerava «la più grande attrice di lingua inglese al mondo»

Nel settembre del 1975, la parte fu infine assegnata a Faye Dunaway, che pochi mesi prima aveva ricevuto una candidatura all'Oscar per la sua interpretazione in Chinatown di Roman Polański. «Sapevo che questo era un grande ruolo», ha dichiarato poi nella sua autobiografia, «uno dei ruoli femminili più importanti degli ultimi anni. Con tutta la sua disumanità e ambizione, Diana rappresentava il prezzo pagato da molte donne che cercavano di farsi strada tra i più alti ranghi professionali». L'unico aspetto che non riuscì a capire riguardò il fatto che il personaggio sembrasse non avere punti deboli, che non lasciasse trasparire insomma una pur minima traccia di ciò che sarebbe potuta essere se la televisione non l'avesse resa un mostro senza cuore. Chayefsky e Lumet le fecero chiaramente capire che miravano a una caratterizzazione senz'anima, senza alcuna sfumatura d'empatia. «So che la prima cosa che mi chiederai è "Dov'è la sua vulnerabilità?"» le disse il regista, «Non chiederlo, non ne ha. Se provi a intrufolarne qualcuna me ne sbarazzerò in sala di montaggio, quindi sarà uno sforzo sprecato».
Il personaggio di Diana venne modellato sulla figura di Lin Bolen, in quegli anni responsabile della programmazione diurna della NBC, anche se dopo il passaggio televisivo del film avvenuto negli Stati Uniti nel 1978 l'interessata dichiarò di non riconoscersi affatto nel suo ritratto, pur ammettendo d'avervi scorto alcune similitudini, dicendosi altresí turbata dall'accostamento di questo personaggio negativo con la sua persona: «Mi sento terribilmente fraintesa. La gente crederà che io sia come Diana piuttosto che come sono veramente... Vogliono far credere che sia una persona immorale».
Il mentore dell'attrice, il drammaturgo William Alfred, e il marito Peter Wolf, all'epoca frontman della J. Geils Band, lessero la sceneggiatura e la avvertirono che la sua carriera avrebbe potuto risentirne con un ruolo simile, ma la Dunaway decise comunque di provarci. «Dissero che non avrei dovuto farlo... cercarono disperatamente di dissuadermi», ha scritto l'attrice, «si preoccupavano che la gente avrebbe pensato male di me, che avrebbero confuso il personaggio con l'attrice arrivando a credere che fossi davvero così. Stavano cercando di proteggermi». Al contempo ha aggiunto sarcasticamente: «Da Quinto potere non dovevo essere protetta. Alcuni anni dopo, quando venni spinta a fare Mammina cara, avrei dato qualsiasi cosa per essere circondata da persone che cercavano di dissuadermi».

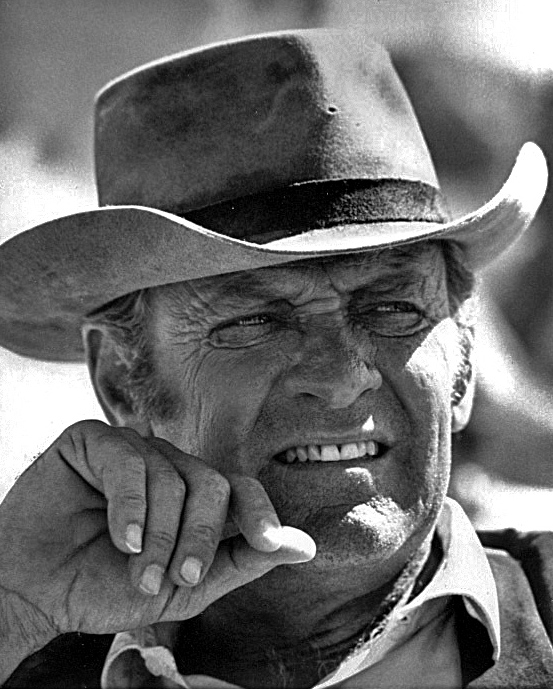
William Holden negli anni settanta

Per il ruolo di Max Schumacher furono presi in considerazione Charlton Heston, Marlon Brando e Robert Mitchum, quest'ultimo fortemente consigliato proprio dalla Dunaway:«Pensavo che Mitchum fosse un attore meraviglioso, un tipo spavaldo di ragazzo sexy e pericoloso... aveva sicuramente l'irascibilità necessaria per il ruolo. Ma Lumet disse di no. Mi disse che non voleva che nessun attore sbilanciasse il film». Chayefsky, da parte sua, propose Walter Matthau, Gene Hackman, Glenn Ford o William Holden, che alla fine venne scelto grazie anche al recente successo al botteghino ottenuto dal suo film precedente L'inferno di cristallo, in cui tra l'altro aveva già avuto modo di dividersi la scena con la Dunaway. «Avevo sentito varie voci su di lui», dichiarò in seguito Lumet, «che era molto taciturno, molto riservato, indifferente... Avevo sentito che in passato aveva avuto problemi con l'alcol e non sapevo davvero cosa aspettarmi, sapevo solo che c'era qualcosa di così perfetto in lui per quella parte». L'attore lesse la sceneggiatura e accettò immediatamente, considerandola una grande opportunità. «Pensavo che Paddy Chayefsky avesse scritto qualcosa che conteneva una grande quantità di verità», ha affermato l'attore, «e se non era del tutto vero in quel particolare momento lo sarebbe stato nell'imminente futuro. Sentivo che Paddy aveva creato un personaggio realistico con notevole onestà e integrità e io volevo interpretarlo. Pensai che sarebbe stato divertente lavorare con persone che erano estremamente professionali ed è stato esattamente così. È stato più che divertente».
L'unica preoccupazione della produzione riguardò la possibilità che Holden potesse entrare in conflitto con la Dunaway, datosi il rapporto burrascoso intercorso tra i due proprio durante L'inferno di cristallo. Secondo il biografo Bob Thomas, Holden era stato parecchio infastidito dal comportamento tenuto dall'attrice durante le riprese, in particolare per la sua abitudine di farsi aspettare per ore sul set, mentre si occupava di capelli, trucco e telefonate varie, prima d'iniziare una ripresa. Un giorno, dopo un'attesa di due ore, Holden la spinse contro un muro del palcoscenico dicendole «Fallo ancora una volta e ti spingerò giù da quel muro!» La Dunaway ha poi dichiarato che le preoccupazioni si dimostrarono infondate: «È stato meraviglioso lavorare con William Holden, ha interpretato Max con una scontrosa eleganza e il giusto mix di furbizia e raffinato intelletto».
Per il ruolo di Howard Beale, Lumet considerò addirittura la scritturazione d'un vero giornalista televisivo, vagliando i nomi di professionisti del settore come Walter Cronkite e John Chancellor, tuttavia riscontrò soltanto rifiuti. Chayefsky pensò invece ad attori come Cary Grant, Paul Newman e Henry Fonda, che rifiutò motivando che il ruolo fosse troppo "isterico" per i suoi gusti, arrivando persino ad asserire di nutrire un forte "disgusto personale" per il soggetto. Dopo che la parte fu rifiutata anche da Glenn Ford, George C. Scott e James Stewart, che ritenne la sceneggiatura per lui inadatta soprattutto per il linguaggio troppo sboccato, fu poi Chayefsky che fece il nome di Peter Finch, cosa però che non trovò subito d'accordo Lumet e la produzione che, insistettendo per ingaggiare un attore americano, ritennero che un attore nato in Inghilterra e cresciuto tra l'India e l'Australia non fosse la scelta giusta, a partire soprattutto dalla sua dizione senz'altro non americana, motivo per cui gli fu richiesta espressamente un'audizione.
Compreso immediatamente che il ruolo fosse un'ottima occasione, Finch si preparò ascoltando ore e ore di trasmissioni di giornalisti americani e registrando su nastro la sua lettura ad alta voce delle edizioni internazionali del New York Times e dell'Herald Tribune, al fine d'emulare credibilmente un vero anchorman statunitense. Secondo il produttore Howard Gottfried, Finch «era dannatamente nervoso al primo incontro a pranzo... Dopo averlo ascoltato, Sidney Lumet, Paddy e io rimanemmo estasiati». Quinto potere sarebbe stata la sua ultima apparizione sul grande schermo negli Stati Uniti, dove il successivo I leoni della guerra (1977) fu trasmesso solo in televisione nel gennaio del 1977, pochi giorni dopo la sua morte.
Il resto del cast incluse Robert Duvall nel ruolo dello spietato dirigente Frank Hackett (definito dallo stesso attore «un feroce presidente Ford»), Ned Beatty (che venne "raccomandato" a Lumet da Robert Altman) in quello di Arthur Jensen, e Beatrice Straight in quello della moglie tradita da Holden, un'esibizione di poco più di 5 minuti che le sarebbe valsa nondimeno il premio Oscar come miglior attrice non protagonista.

### Riprese
Dopo due settimane di prove al Diplomat Hotel di New York, la produzione si trasferì in Canada, dove il 19 gennaio del 1976 cominciarono le riprese presso i CFTO-TV Studios di Toronto. La lavorazione proseguì di nuovo a New York, dove in un edificio della MGM sulla Sesta Strada furono allestiti gli uffici della UBS, mentre le sequenze nell'appartamento di Frank e Louise Schumacher furono girate negli Apthorp Apartments sulla 79th Street. Le riprese terminarono il 24 marzo, con sette giorni di anticipo sul programma.
Sidney Lumet e il direttore della fotografia Owen Roizman pianificarono uno schema d'illuminazione in tre fasi, "naturalistica", "realistica" e "commerciale", in modo che il film iniziasse con uno aspetto visivo quasi documentaristico, con luce naturale e movimenti minimi della macchina da presa, e assumesse sempre più l'aspetto degli spot pubblicitari man mano che la storia progrediva. «Il film parlava di corruzione, quindi abbiamo corrotto la macchina da presa», scrisse poi Lumet nel suo libro Making Movies, «Abbiamo iniziato con un aspetto quasi naturalistico... Con il progredire del film le impostazioni della macchina da presa sono diventate più rigide, più formali. La luce è diventata sempre più artificiale... Anche la macchina da presa è diventata vittima della televisione». L'assenza di una vera e propria colonna sonora, fatta eccezione per le musiche di spot pubblicitari e temi di programmi televisivi, aiutò invece a rendere più realistici gli eventi. «Avevo paura che la musica potesse interferire con le battute», affermò Lumet, «man mano che il film andava avanti, i discorsi diventavano sempre più lunghi. Alla prima proiezione era chiaro che qualsiasi musica avrebbe combattuto l'enorme quantità di dialoghi».
Sidney Lumet ricordò che Paddy Chayefsky fu quasi sempre presente sul set per supervisionare la sua regia e dargli consigli su come alcune scene avrebbero dovuto essere recitate, talvolta cambiando i dialoghi all'ultimo minuto. Il regista ammise che Chayefsky aveva un istinto comico migliore del suo, ma per la scena della lite tra William Holden e Beatrice Straight, Lumet (sposatosi quattro volte) gli disse: «Paddy, per favore, ne so più di te sul divorzio!»
Quando arrivò il momento di girare la scena d'amore con Faye Dunaway, Holden n'era terrorizzato ed espresse a Lumet la propria contrarietà nel girare una scena cosí esplicita: «In generale non mi interessano le scene di copulazione, alcune funzioni del corpo umano sono maledettamente private». Il regista riuscì a convincerlo, spiegandogli l'importanza di una scena tragicomica che confermava la mancanza di grazia e l'imbarazzo del personaggio di Diana, e Holden si esercitò per raggiungere il giusto equilibrio emotivo e fisico richiesto. «Anche se quel giorno il set era chiuso, la scena non si rivelò facile», ha dichiarato l'attrice, «era la scena d'amore più difficile che avessi fatto. Lumet girò quella sequenza in una serie di riprese attentamente orchestrate. Fu girata un pezzo alla volta, da ogni angolazione, e in fase di montaggio fu in grado di farla sembrare continua e fluida».

## Distribuzione
Il film fu distribuito dalla MGM negli Stati Uniti, dove esordì il 14 novembre 1976 a New York e Los Angeles, e dalla United Artists a livello internazionale.

### Date di uscita
- Stati Uniti d'America (Network) – 14 novembre 1976
- Giappone (ネットワーク) – 29 gennaio 1977
- Australia (Network) – 17 febbraio 1977
- Regno Unito (Network) – 17 febbraio 1977
- Germania Ovest (Network) – 10 marzo 1977
- Francia (Network - Main basse sur la TV) – 16 marzo 1977
- Italia (Quinto potere) – 17 marzo 1977
- Danimarca (Nettet) – 18 marzo 1977
- Irlanda (Network) – 18 marzo 1977
- Belgio (Network) – 24 marzo 1977

- Uruguay (Poder que mata) – 29 marzo 1977
- Finlandia (Mannen i bildrutan) – 1º aprile 1977
- Paesi Bassi (Network) – 7 aprile 1977
- Messico (Poder que mata) – 5 maggio 1977
- Spagna (Network, un mundo implacable) – 16 maggio 1977
- Norvegia (Network) – 27 maggio 1977
- Filippine (Network) – 19 luglio 1977
- Hong Kong (Network) – 25 agosto 1977
- Svezia (Network) – 25 dicembre 1977
- Ungheria (Hálózat) – 11 settembre 1980

### Home Video
La prima edizione in DVD è stata distribuita dalla MGM il 24 febbraio 1998, seguita da diverse riedizioni tra cui quella della Warner Home Video uscita il 28 febbraio 2006 per il 30º anniversario del film. In questa edizione, distribuita nel 2011 anche in formato Blu-ray, sono inclusi il commento del regista, un'intervista a Paddy Chayefsky tratta dal talk show Dinah! e i documentari The Making of Network e Private Screenings with Sidney Lumet.

## Accoglienza

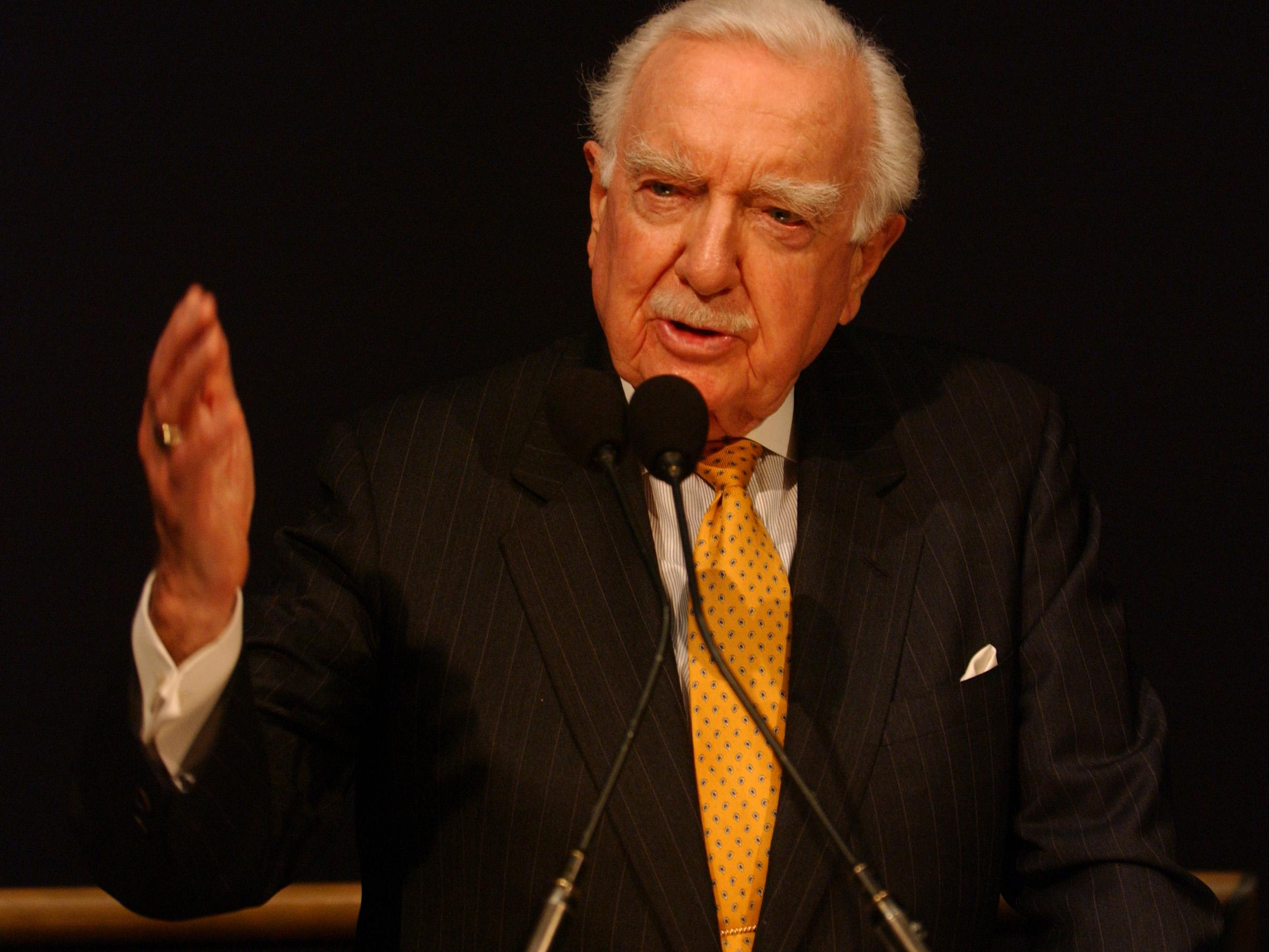
Walter Cronkite, conduttore di CBS Evening News dal 1962 al 1981

Alla sua uscita il film fu un immediato successo di pubblico e ricevette l'apprezzamento della maggior parte della critica, anche se fu attaccato dal mondo della televisione e in particolare da quello dell'informazione. Il noto anchorman Walter Cronkite lo liquidò come niente più che «una fantasticheria parodistica che potrebbe essere considerata un piacevole e interessante divertissement», mentre la giornalista e conduttrice Barbara Walters ebbe il timore che Quinto potere avrebbe danneggiato l'immagine del mondo televisivo e dichiarò che non ci sarebbe mai stato «quel tipo di approccio "da show biz" alle notizie, perché non lasceremo mai che ciò accada».
Paddy Chayefsky in seguito dichiarò che la sua intenzione non fosse quella di realizzare «un attacco alla televisione come istituzione in sé, ma solo una metafora» e che il film non era una satira ma «un dramma realistico, l'industria satireggia sé stessa».

### Incassi
Negli Stati Uniti il film incassò 23,7 milioni di dollari a fronte di un budget di 3,8 milioni, risultando il 19º maggior successo del 1976.

### Critica
Il sito Rotten Tomatoes riporta il 92% di recensioni professionali con giudizio positivo e il seguente consenso critico: «Spinto dalla furia populista ed esaltato da un'abile regia, una recitazione potente e una sceneggiatura intelligente, la scottante satira sull'informazione schiava degli ascolti rimane tristemente attuale più di quattro decenni dopo». Il sito Metacritic assegna al film un punteggio di 83 su 100 basato su 16 recensioni, indicando un "plauso universale".
Ne 1976 il film riportò ottime recensioni sulla stampa. Sul New York Times Vincent Canby apprezzò sia la regia di Lumet sia le interpretazioni di Finch, Holden e Dunaway, e definì il film «scandaloso... anche vivacemente e crudelmente divertente, una commedia d'attualità che conferma Paddy Chayefsky come un nuovo grande autore satirico americano». Anche la rivista Variety sottolineò una regia e un cast eccellenti, con Faye Dunaway e William Holden in una delle loro migliori interpretazioni, e definì il film «una potente miscela di abile invettiva, eccitazione visiva e orrore sociologico».
Il critico Roger Ebert lo descrisse come «un film estremamente ben recitato e intelligente che vuole troppo, che attacca non solo la televisione ma anche la maggior parte degli altri mali degli anni settanta... La sceneggiatura di Paddy Chayefsky non è male, ma alla fine perde il controllo. Ci sono troppe cose che vuole dire». Ebert concluse la sua recensione affermando che «ciò che fa è fatto così bene, è visto in modo così nitido, è presentato in modo così spietato, che Quinto potere sopravviverà a molti film più ordinati». Su The Hollywood Reporter il critico Arthur Knight parlò del film più provocatorio e graffiante da Tutti gli uomini del presidente: «Nessuna performance è meno che brillante, con la Dunaway particolarmente efficace nel ruolo più appariscente del film. Holden, Finch e Duvall, come sempre, contribuiscono con solide interpretazioni e la fotografia oscura di Owen Roizman conferisce al film un aspetto e uno stile unici».
In Italia, dove il film uscì nel marzo del 1977, Sandro Casazza lo giudicò nella sua recensione sul quotidiano La Stampa «un film anti-televisivo di solida struttura drammatica, nei toni alti di un sostenuto impegno sociale».

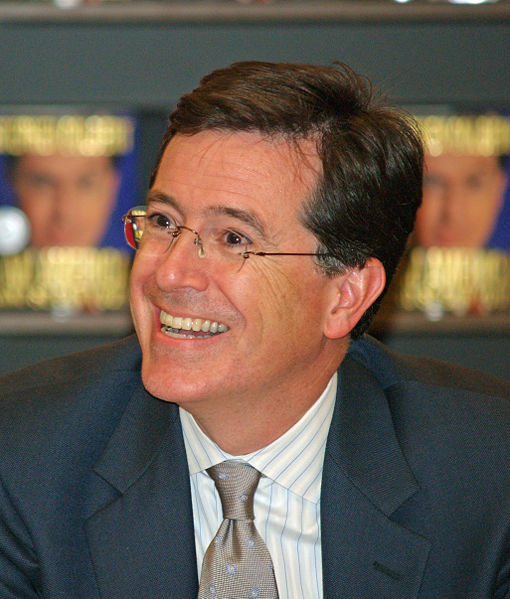
«Howard Beale è un precursore delle persone che ti dicono come ti senti. Non solo quelle dei programmi notturni, di cui io sono una specie di parodia, non solo gli opinionisti ma anche la gente dei notiziari» (Stephen Colbert, New York Times, 2011).

Tra le recensioni negative ci furono quelle dello storico del cinema Richard Schickel, che giudicò la trama «così follemente ridicola che persino nell'America post-Watergate è semplicemente impossibile da accettare», e di Pauline Kael che, criticandone su The New Yorker l'impianto drammaturgico, scrisse che Chayefsky per tutta la sua durata non facesse altro che rivolgersi «direttamente al pubblico... difficilmente si occupa dei personaggi... il film è un'arringa ventriloquiale».
Negli anni molti giornalisti e addetti ai lavori hanno confermato l'importanza del film. Nel 2000 Roger Ebert lo ha definito "una pietra di paragone" e "una profezia": «Quando Chayefsky creò Howard Beale avrebbe potuto immaginare Jerry Springer, Howard Stern o la World Wrestling Federation? Ciò che affascina della sceneggiatura... è la facilità con cui cambia marcia. Le scene che coinvolgono Beale e il rivoluzionario "esercito di liberazione" sono allegramente eccessive. Quelle che coinvolgono Diana e Max sono un dramma silenzioso, teso e convincente».
Nel 2011 lo scrittore Dave Itzkoff ha scritto sul New York Times che Quinto potere trentacinque anni dopo «resta un film incendiario e influente e la sua sceneggiatura è ancora ammirata tanto per la sua accuratezza predittiva quanto per la sua veemenza». Lo sceneggiatore Aaron Sorkin, che lo stesso anno citò Paddy Chayefsky quale propria influenza nel corso del suo discorso d'accettazione del Oscar per The Social Network, affermò in seguito che «nessun anticipatore del futuro, nemmeno Orwell, c'ha mai visto giusto come Chayefsky quando scrisse Quinto potere». Secondo Sorkin, «se mettete oggi Quinto potere nel vostro lettore DVD vi sentirete come se fosse stato scritto la settimana scorsa. La mercificazione delle notizie e la svalutazione della verità sono parte del nostro attuale modo di vivere».
Chris Nashawaty di Entertainment Weekly lo ha giudicato «senza tempo ed essenziale» e Colin Kennedy di Empire «tipico della fresca intelligenza del cinema americano degli anni settanta», mentre Michael Atkinson ha scritto su The Village Voice che due decenni dopo è «ancora più sorprendente di quanto non fosse una volta, Hollywood è mai stata così cerebrale, caustica, eticamente apocalittica? Nel guardarlo appare come un esilarante incubo organico, ma Quinto potere è un oggetto accuratamente realizzato, la sua struttura brillantemente nascosta, i suoi ornamenti sardonici realizzati con un'ampia varietà di armi».
Più critici sono stati Jonathan Rosenbaum, che sul Chicago Reader lo ha definito «una satira lagnosa e supponente sulla televisione», e Philip French del The Guardian, che nel 2015 ha scritto che «le figure principali nel suo dibattito ideologico... sono vivide caricature» ma anche che il film «si esaurisce quando l'invenzione satirica si trasforma in un'ardente e profondamente sincera dichiarazione e il solido produttore di mezza età di William Holden diventa il rappresentante di un'antiquata integrità».

## Riconoscimenti

### Premi Oscar
Nel 1977 il film ricevette 10 candidature agli Oscar, vincendone 4 e stabilendo alcuni primati:
- Miglior attore protagonista a Peter Finch – Che ha ricevuto l'Oscar postumo essendo scomparso due mesi prima della cerimonia di premiazione. Diventa il primo attore di nazionalità australiana a ricevere l'Oscar.[42]
- Miglior attrice protagonista a Faye Dunaway
- Miglior attrice non protagonista a Beatrice Straight – Con 5 minuti e 2 secondi, l'attrice detiene tuttora il record per la più breve interpretazione di sempre premiata dall'Academy.
- Migliore sceneggiatura originale a Paddy Chayefsky – A oggi Chayefsky è l'unico ad aver vinto per tre volte l'Oscar come unico autore, dopo quelli per Marty, vita di un timido di Delbert Mann (1955) e Anche i dottori ce l'hanno di Arthur Hiller (1971).[43]
- Candidatura per il miglior film a Howard Gottfried
- Candidatura per il miglior regista a Sidney Lumet
- Candidatura per il miglior attore protagonista a William Holden
- Candidatura per il miglior attore non protagonista a Ned Beatty
- Candidatura per il miglior montaggio a Alan Heim
- Candidatura per la migliore fotografia a Owen Roizman

Il film inoltre condivide con La signora Miniver, Da qui all'eternità e Gangster Story il primato di cinque candidature e con Un tram che si chiama Desiderio e Everything Everywhere All at Once quello di tre Oscar vinti per la recitazione.
I produttori della cerimonia di premiazione avevano chiesto a Chayefsky di accettare il riconoscimento nel caso in cui Finch lo avesse vinto, tuttavia lo sceneggiatore chiamò sul palco del Dorothy Chandler Pavilion la vedova dell'attore, Eletha, che ritirò il premio pronunciando un discorso di ringraziamento. Anche se inizialmente Chayefsky affermò che si era trattato di una scelta non calcolata, in seguito ha riconosciuto di aver scritto lui stesso il discorso della signora Finch.
Il giorno dopo, alle 6.30 del mattino il fotografo Terry O'Neill organizzò al Beverly Hills Hotel una sessione fotografica con Faye Dunaway (che avrebbe sposato nel 1983) da cui originò la foto conosciuta come The Morning After. Nella foto l'attrice è seduta a bordo piscina con la statuetta sul tavolo accanto a lei e diversi giornali sparsi per terra, i cui titoli riportano i festeggiamenti della notte precedente.
In seguito Sidney Lumet ha ammesso di essere stato "furioso" per il fatto che Quinto potere fosse stato battuto da Rocky come miglior film.

### Altri premi
- 1977 – Golden Globe

Miglior regista a Sidney Lumet
Miglior attore in un film drammatico a Peter Finch (postumo)
Migliore attrice in un film drammatico a Faye Dunaway
Migliore sceneggiatura a Paddy Chayefsky
Candidatura per il miglior film drammatico
- 1978 – British Academy Film Awards

Miglior attore protagonista a Peter Finch (postumo)
Candidatura per il miglior film
Candidatura per il miglior regista a Sidney Lumet
Candidatura per il miglior attore protagonista a William Holden
Candidatura per la migliore attrice protagonista a Faye Dunaway
Candidatura per il miglior attore non protagonista a Robert Duvall
Candidatura per il miglior montaggio a Alan Heim
Candidatura per la migliore sceneggiatura a Paddy Chayefsky
Candidatura per la migliore colonna sonora a Jack Fitzstephens, Marc Laub, Sanford Rackow, James Sabat e Dick Vorisek
- 1976 – National Board of Review of Motion Pictures Awards

Top Ten Films
- 1976 – Los Angeles Film Critics Association Awards

Miglior film (ex aequo con Rocky di John G. Avildsen)
Miglior regista a Sidney Lumet
Migliore sceneggiatura a Paddy Chayefsky
- 1977 – Writers Guild of America Award

Migliore sceneggiatura originale a Paddy Chayefsky
- 1977 – David di Donatello

Migliore attrice straniera a Faye Dunaway (ex aequo con Annie Girardot per Corrimi dietro... che t'acchiappo di Robert Pouret)
- 1977 – New York Film Critics Circle Awards

Migliore sceneggiatura a Paddy Chayefsky
Candidatura per il miglior film
Candidatura per il miglior attore protagonista a Robert Duvall
Candidatura per la miglior attrice protagonista a Faye Dunaway
- 1977 – National Society of Film Critics Awards

Candidatura per il miglior attore a William Holden
Candidatura per la miglior attrice a Faye Dunaway
Candidatura per il miglior attore non protagonista a Robert Duvall
Candidatura per la migliore sceneggiatura a Paddy Chayefsky
- 1977 – Directors Guild of America Award

Candidatura per il miglior regista cinematografico a Sidney Lumet
- 1977 – Kansas City Film Critics Circle Awards

Miglior attrice a Faye Dunaway
- 1977 – Saturn Award

Candidatura per il miglior film di fantascienza
- 1977 – Eddie Awards

Candidatura per il miglior montaggio a Alan Heim
- 1978 – Awards of the Japanese Academy

Candidatura per il miglior film in lingua straniera

### AFI 100 Years
Nel 1998 Quinto potere è risultato 66º nella lista dei 100 migliori film statunitensi di sempre dell'American Film Institute e nell'edizione aggiornata del 2007 è salito al 64º posto, mentre il cosiddetto "Mad as Hell speech" è risultato 19º tra le 100 migliori citazioni cinematografiche di tutti i tempi.
È stato inoltre uno dei 500 titoli scelti dall'AFI per essere inclusi tra le cento migliori commedie e il personaggio di Diana Christensen uno dei 400 migliori "cattivi" della storia del cinema americano, non riuscendo in entrambi i casi a entrare nella classifica finale.

## Adattamenti

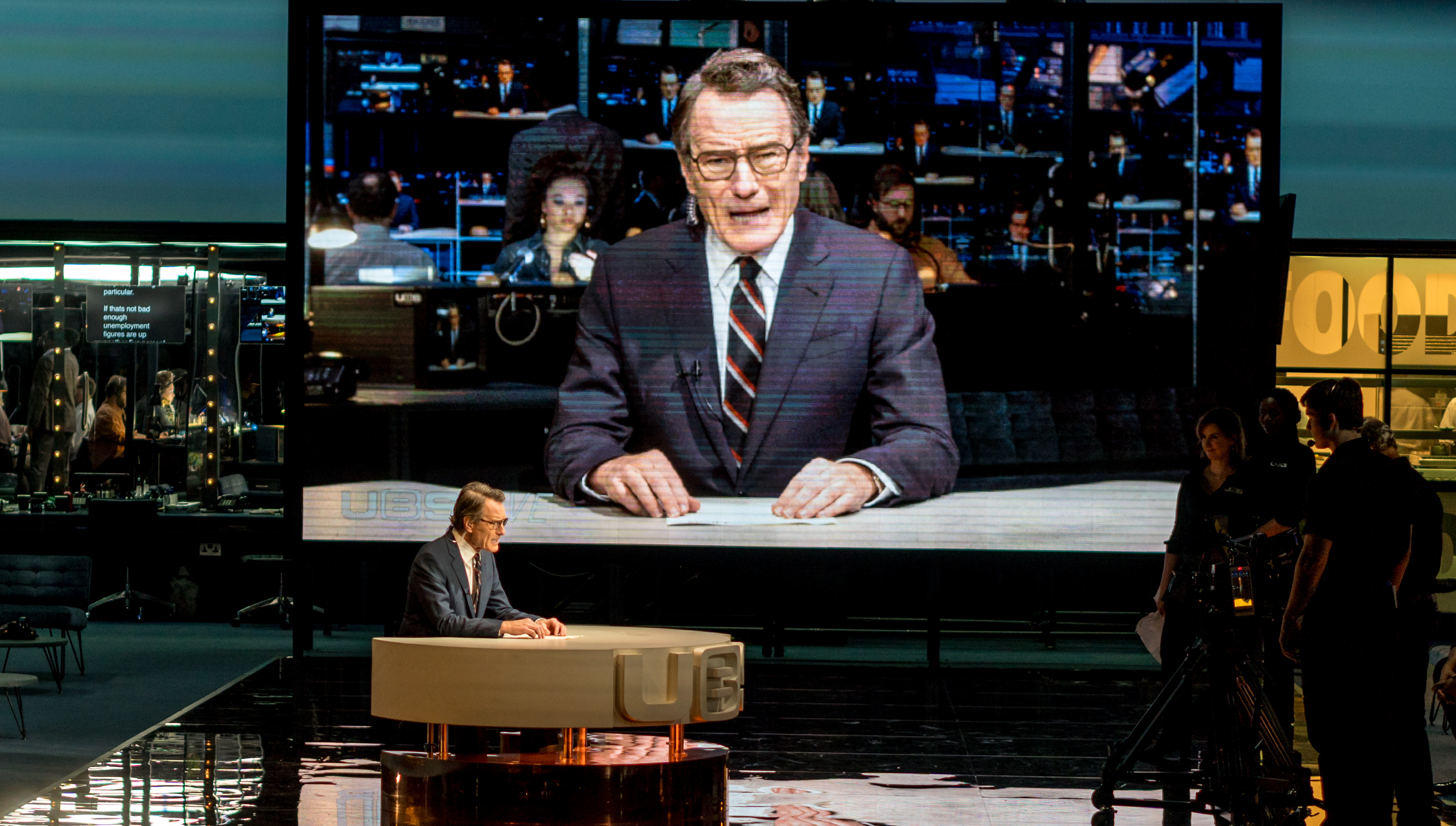
Bryan Cranston (nei panni di Howard Beale) nella versione andata in scena nel 2017-2018 al Lyttleton Theatre di Londra

Nel 2005 fu annunciato che l'attore e regista George Clooney stava pianificando un progetto televisivo ispirato alla sceneggiatura di Chayefsky. In un'intervista per l'Associated Press, Clooney affermò di essere stato contattato dalla CBS per realizzare un film in presa diretta simile a quello che cinque anni prima Stephen Frears aveva tratto dalla sceneggiatura di A prova di errore del 1964 e nel quale Clooney aveva recitato. Prima che il progetto venisse abbandonato, Clooney proiettò Quinto potere a un gruppo di adolescenti e giovani adulti e fu stupito dal fatto che nessuno di loro lo riconoscesse come una satira: «Non riuscivo a capire, poi mi sono reso conto che tutto ciò di cui Chayefsky aveva scritto era successo».
Una versione teatrale del film, realizzata dallo sceneggiatore e commediografo britannico Lee Hall, è andata in scena dal 4 novembre 2017 al 24 marzo 2018 al Lyttleton Theatre di Londra, una delle sale del Royal National Theatre. L'adattamento è stato diretto da Ivo van Hove e ha visto Bryan Cranston nel ruolo di Howard Beale, oltre a Douglas Henshall, Michelle Dockery e Tunji Kasim in quelli di Max Schumacher, Diana Christensen e Frank Hackett. Il 6 dicembre 2018 ha esordito a Broadway dov'è stato rappresentato al Belasco Theatre fino all'8 giugno 2019, con Cranston di nuovo nel ruolo di Beale e con Tony Goldwyn, Tatiana Maslany e Joshua Boone rispettivamente in quelli di Max, Diana e Frank. La produzione ha ottenuto ottime recensioni sia in patria sia oltreoceano e Bryan Cranston ha ricevuto numerosi riconoscimenti per la sua interpretazione, tra cui il Laurence Olivier Award e il Tony Award.

## Nella cultura di massa
Oltre ad aver dato il titolo al tg satirico australiano Mad As Hell, il "Mad as Hell speech" è stato citati in numerosi film (tra cui Blade: Trinity, Rocky Balboa, My Suicide) e inserito nella canzone Lullaby del cantautore scozzese Gerry Cinnamon, come introduzione di Life Has Value del duo rap francese Chill Bump, come outro del mixtape Musica Cicatrene del rapper italiano Mezzosangue e in Not for Want of Trying del gruppo post-rock Maybeshewill, dal loro album eponimo del 2008. Nel primo episodio della serie televisiva Better Call Saul, Saul Goodman cita una parte del discorso di Arthur Jensen a Beale quando accusa il consiglio del suo ex studio legale, quindi dice al pubblico confuso che la sua citazione proviene dal film. Il discorso è stato inoltre campionato in Corporate Slave degli australiani Snog.
In una puntata delle serie TV Pazza famiglia, il protagonista Leo (Enrico Montesano), oppresso da una difficile situazione familiare e altri problemi, una sera vede in TV una replica di Quinto Potere mentre Howard Beale pronuncia la famosa frase: "Sono incazzato nero, e tutto questo non lo accetterò più!". In preda all'esaurimento, si reca sul tetto del palazzo dove vive facendo risate deliranti e taglia a una a una le antenne televisive.